# 奧瓦瓦

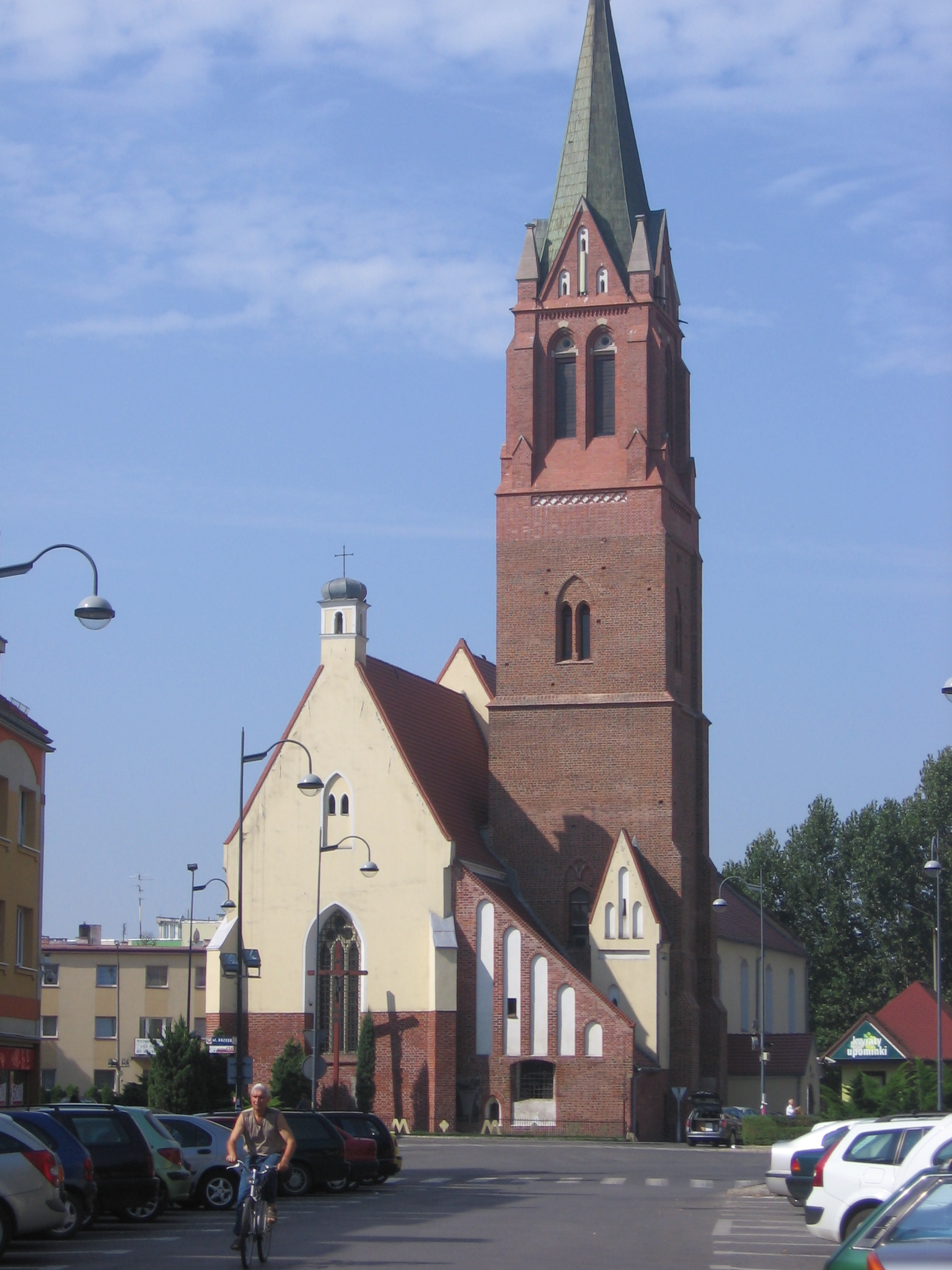

奧瓦瓦（德语：Ohlau，奥劳)是波蘭的城鎮，位於該國西南部，距離首府弗罗茨瓦夫26公里，由下西里西亞省負責管轄，始於十二世紀，面積27.34平方公里，海拔高度129至140米，2006年人口30,908。

## 外部連結
- （英文） Municipal website （页面存档备份，存于）
- Jewish Community in Oława （页面存档备份，存于） on Virtual Shtetl

50°56′N 17°18′E / 50.933°N 17.300°E